# George Cardona
Pour les articles homonymes, voir Cardona (homonymie).
George Cardona est un linguiste et indologue américain. Il est considéré comme l'un des grands spécialistes de Pāṇini et de la grammaire du sanskrit.

## Œuvres
- Linguistic analysis and some Indian traditions. Éd. handarkar Oriental Research Institute, 1983
- On haplology in Indo-European Volume 1 de Haney Foundation series. Éd. University of Pennsylvania Press, 1968.
- Pāṇini: a survey of research. Éd. Motilal Banarsidass Publ., 1997.  (ISBN 9788120814943)
- Pāṇini: Background and introduction. His work and its traditions, Volume 1. Éd. Motilal Banarsidass, 1988.  (ISBN 9788120804197)
- Recent research in Pāṇinian studies. Éd. Motilal Banarsidass Publ., 1999.  (ISBN 9788120816374)